# آپیسای دومولایلای
آپیسای دومولایلای (انگلیسی: Apisai Domolailai؛ زادهٔ ۱۶ آوریل ۱۹۸۹) بازیکن راگبی ۷ نفره است.
وی به‌همراه تیم ملی راگبی ۷ نفره فیجی به مقام قهرمانی در بازی‌های المپیک تابستانی ۲۰۱۶ رسیده‌است.